# Kerékpározás a 2024. évi nyári olimpiai játékokon
A kerékpározás versenyszámait a 2024. évi nyári olimpiai játékokon július 27. és augusztus 11. között rendezték meg.
A sportág történetében először a résztvevők egyenlő arányban oszlottak el férfiak és nők között.

## Eseménynaptár
| S | Selejtező, Előfutam | N | Negyeddöntő | R | Reményfutam | E | Elődöntő | D | Döntő |

| júl. / aug.            | 27. | 28. | 29. | 30. | 31. | 1. | 1. | 2. | 2. | 3. | 4. |
| ---------------------- | --- | --- | --- | --- | --- | -- | -- | -- | -- | -- | -- |
| BMX                    |     |     |     |     |     |    |    |    |    |    |    |
| Férfi verseny          |     |     |     |     |     | N  | R  | E  | D  |    |    |
| Női verseny            |     |     |     |     |     | N  | R  | E  | D  |    |    |
| Férfi szabadgyakorlat  |     |     |     | S   | D   |    |    |    |    |    |    |
| Női szabadgyakorlat    |     |     |     | S   | D   |    |    |    |    |    |    |
| Hegyi-kerékpározás     |     |     |     |     |     |    |    |    |    |    |    |
| Férfi                  |     |     | D   |     |     |    |    |    |    |    |    |
| Női                    |     | D   |     |     |     |    |    |    |    |    |    |
| Országúti kerékpározás |     |     |     |     |     |    |    |    |    |    |    |
| Férfi mezőnyverseny    |     |     |     |     |     |    |    |    |    | D  |    |
| Női mezőnyverseny      |     |     |     |     |     |    |    |    |    |    | D  |
| Férfi időfutam         | D   |     |     |     |     |    |    |    |    |    |    |
| Női időfutam           | D   |     |     |     |     |    |    |    |    |    |    |

| aug.                 | 5. | 5. | 5. | 6. | 6. | 7. | 7. | 8. | 8. | 8. | 9. | 9. | 10. | 10. | 11. | 11. | 11. |
| -------------------- | -- | -- | -- | -- | -- | -- | -- | -- | -- | -- | -- | -- | --- | --- | --- | --- | --- |
| Férfi                |    |    |    |    |    |    |    |    |    |    |    |    |     |     |     |     |     |
| Egyéni sprint        |    |    |    |    |    | S  | S  | N  | N  | N  | E  | D  |     |     |     |     |     |
| Csapat sprint        | S  | S  | S  | E  | D  |    |    |    |    |    |    |    |     |     |     |     |     |
| Keirin               |    |    |    |    |    |    |    |    |    |    |    |    | S   |     | N   | E   | D   |
| Csapat üldözőverseny | S  | S  | S  | E  | E  |    | D  |    |    |    |    |    |     |     |     |     |     |
| Omnium               |    |    |    |    |    |    |    | D  | D  | D  |    |    |     |     |     |     |     |
| Madison              |    |    |    |    |    |    |    |    |    |    |    |    | D   | D   |     |     |     |
| Női                  |    |    |    |    |    |    |    |    |    |    |    |    |     |     |     |     |     |
| Egyéni sprint        |    |    |    |    |    |    |    |    |    |    | S  | S  | S   | N   | E   | E   | D   |
| Csapat sprint        | S  | E  | D  |    |    |    |    |    |    |    |    |    |     |     |     |     |     |
| Keirin               |    |    |    |    |    | S  |    | N  | E  | D  |    |    |     |     |     |     |     |
| Csapat üldözőverseny |    |    |    | S  | S  | E  | D  |    |    |    |    |    |     |     |     |     |     |
| Omnium               |    |    |    |    |    |    |    |    |    |    |    |    |     |     | D   | D   | D   |
| Madison              |    |    |    |    |    |    |    |    |    |    | D  | D  |     |     |     |     |     |

## Éremtáblázat
(A táblázatokban a rendező nemzet sportolói eltérő háttérszínnel, az egyes számoszlopok legmagasabb értéke vagy értékei vastagítással kiemelve.)
| A 2024. évi nyári olimpiai játékok éremtáblázata kerékpározásban | A 2024. évi nyári olimpiai játékok éremtáblázata kerékpározásban | A 2024. évi nyári olimpiai játékok éremtáblázata kerékpározásban | A 2024. évi nyári olimpiai játékok éremtáblázata kerékpározásban | A 2024. évi nyári olimpiai játékok éremtáblázata kerékpározásban | Olimpia  |
| ---------------------------------------------------------------- | ---------------------------------------------------------------- | ---------------------------------------------------------------- | ---------------------------------------------------------------- | ---------------------------------------------------------------- | -------- |
|                                                                  | Ország                                                           | Arany                                                            | Ezüst                                                            | Bronz                                                            | Összesen |
| 1.                                                               | Franciaország (FRA)                                              | 3                                                                | 3                                                                | 3                                                                | 9        |
| 2.                                                               | Hollandia (NED)                                                  | 3                                                                | 3                                                                | 1                                                                | 7        |
| 3.                                                               | Ausztrália (AUS)                                                 | 3                                                                | 2                                                                | 3                                                                | 8        |
| 4.                                                               | Egyesült Államok (USA)                                           | 3                                                                | 2                                                                | 1                                                                | 6        |
| 5.                                                               | Nagy-Britannia (GBR)                                             | 2                                                                | 5                                                                | 4                                                                | 11       |
| 6.                                                               | Új-Zéland (NZL)                                                  | 2                                                                | 2                                                                | 1                                                                | 5        |
| 7.                                                               | Belgium (BEL)                                                    | 2                                                                | 0                                                                | 3                                                                | 5        |
| 8.                                                               | Olaszország (ITA)                                                | 1                                                                | 2                                                                | 1                                                                | 4        |
| 9.                                                               | Portugália (POR)                                                 | 1                                                                | 1                                                                | 0                                                                | 2        |
| 10.                                                              | Argentína (ARG)                                                  | 1                                                                | 0                                                                | 0                                                                | 1        |
| 10.                                                              | Kína (CHN)                                                       | 1                                                                | 0                                                                | 0                                                                | 1        |
|                                                                  |                                                                  |                                                                  |                                                                  |                                                                  |          |
| 12.                                                              | Németország (GER)                                                | 0                                                                | 1                                                                | 1                                                                | 2        |
| 13.                                                              | Lengyelország (POL)                                              | 0                                                                | 1                                                                | 0                                                                | 1        |
|                                                                  |                                                                  |                                                                  |                                                                  |                                                                  |          |
| 14.                                                              | Dánia (DEN)                                                      | 0                                                                | 0                                                                | 1                                                                | 1        |
| 14.                                                              | Dél-afrikai Köztársaság (RSA)                                    | 0                                                                | 0                                                                | 1                                                                | 1        |
| 14.                                                              | Svájc (SUI)                                                      | 0                                                                | 0                                                                | 1                                                                | 1        |
| 14.                                                              | Svédország (SWE)                                                 | 0                                                                | 0                                                                | 1                                                                | 1        |
|                                                                  |                                                                  |                                                                  |                                                                  |                                                                  |          |
| Összesen                                                         | Összesen                                                         | 22                                                               | 22                                                               | 22                                                               | 66       |

## Érmesek

### Országúti kerékpározás
| A 2024. évi nyári olimpiai játékok érmesei országúti kerékpározásban |                                           |                                        |                                          |
| Versenyszám                                                          | Arany                                     | Ezüst                                  | Bronz                                    |
| Férfi egyéni mezőnyverseny                                           | Remco Evenepoel · Belgium (BEL)           | Valentin Madouas · Franciaország (FRA) | Christophe Laporte · Franciaország (FRA) |
| Női egyéni mezőnyverseny                                             | Kristen Faulkner · Egyesült Államok (USA) | Marianne Vos · Hollandia (NED)         | Lotte Kopecky · Belgium (BEL)            |
| Férfi egyéni időfutam                                                | Remco Evenepoel · Belgium (BEL)           | Filippo Ganna · Olaszország (ITA)      | Wout van Aert · Belgium (BEL)            |
| Női egyéni időfutam                                                  | Grace Brown · Ausztrália (AUS)            | Anna Henderson · Nagy-Britannia (GBR)  | Chloé Dygert · Egyesült Államok (USA)    |

### Pálya-kerékpározás
| A 2024. évi nyári olimpiai játékok érmesei pálya-kerékpározásban |                                                                                       |                                                                                               |                                                                                  |
| Versenyszám                                                      | Arany                                                                                 | Ezüst                                                                                         | Bronz                                                                            |
| Férfi keirin                                                     | Harrie Lavreysen · Hollandia (NED)                                                    | Matthew Richardson · Ausztrália (AUS)                                                         | Matthew Glaetzer · Ausztrália (AUS)                                              |
| Női keirin                                                       | Ellesse Andrews · Új-Zéland (NZL)                                                     | Hetty van de Wouw · Hollandia (NED)                                                           | Emma Finucane · Nagy-Britannia (GBR)                                             |
| Férfi omnium                                                     | Benjamin Thomas · Franciaország (FRA)                                                 | Iúri Leitão · Portugália (POR)                                                                | Fabio Van den Bossche · Belgium (BEL)                                            |
| Női omnium                                                       | Jennifer Valente · Egyesült Államok (USA)                                             | Daria Pikulik · Lengyelország (POL)                                                           | Ally Wollaston · Új-Zéland (NZL)                                                 |
| Férfi madison                                                    | Portugália · Iúri Leitão · Rui Oliveira                                               | Olaszország · Simone Consonni · Elia Viviani                                                  | Dánia · Niklas Larsen · Michael Mørkøv                                           |
| Női madison                                                      | Olaszország · Chiara Consonni · Vittoria Guazzini                                     | Nagy-Britannia · Elinor Barker · Neah Evans                                                   | Hollandia · Maike van der Duin · Lisa van Belle                                  |
| Férfi csapat üldözőverseny                                       | Ausztrália · Oliver Bleddyn · Sam Welsford · Conor Leahy · Kelland O'Brien            | Nagy-Britannia · Ethan Hayter · Daniel Bigham · Charlie Tanfield · Ethan Vernon · Oliver Wood | Olaszország · Simone Consonni · Filippo Ganna · Francesco Lamon · Jonathan Milan |
| Női csapat üldözőverseny                                         | Egyesült Államok · Chloé Dygert · Kristen Faulkner · Jennifer Valente · Lily Williams | Új-Zéland · Bryony Botha · Emily Shearman · Nicole Shields · Ally Wollaston                   | Nagy-Britannia · Elinor Barker · Josie Knight · Anna Morris · Jessica Roberts    |
| Férfi egyéni sprint                                              | Harrie Lavreysen · Hollandia (NED)                                                    | Matthew Richardson · Ausztrália (AUS)                                                         | Jack Carlin · Nagy-Britannia (GBR)                                               |
| Női egyéni sprint                                                | Ellesse Andrews · Új-Zéland (NZL)                                                     | Lea Friedrich · Németország (GER)                                                             | Emma Finucane · Nagy-Britannia (GBR)                                             |
| Férfi csapatsprint                                               | Hollandia · Roy van den Berg · Harrie Lavreysen · Jeffrey Hoogland                    | Nagy-Britannia · Ed Lowe · Hamish Turnbull · Jack Carlin                                      | Ausztrália · Leigh Hoffman · Matthew Richardson · Matthew Glaetzer               |
| Női csapatsprint                                                 | Nagy-Britannia · Katy Marchant · Sophie Capewell · Emma Finucane                      | Új-Zéland · Rebecca Petch · Shaane Fulton · Ellesse Andrews                                   | Németország · Pauline Grabosch · Emma Hinze · Lea Friedrich                      |

### Hegyi-kerékpározás
| A 2024. évi nyári olimpiai játékok érmesei hegyi-kerékpározásban |                                              |                                       |                                               |
| Versenyszám                                                      | Arany                                        | Ezüst                                 | Bronz                                         |
| Férfi                                                            | Thomas Pidcock · Nagy-Britannia (GBR)        | Victor Koretzky · Franciaország (FRA) | Alan Hatherly · Dél-afrikai Köztársaság (RSA) |
| Női                                                              | Pauline Ferrand-Prévot · Franciaország (FRA) | Haley Batten · Egyesült Államok (USA) | Jenny Rissveds · Svédország (SWE)             |

### BMX
| A 2024. évi nyári olimpiai játékok érmesei BMX-ben |                                       |                                         |                                        |
| Versenyszám                                        | Arany                                 | Ezüst                                   | Bronz                                  |
| Férfi                                              | Joris Daudet · Franciaország (FRA)    | Sylvain André · Franciaország (FRA)     | Romain Mahieu · Franciaország (FRA)    |
| Férfi szabadgyakorlat                              | José Torres · Argentína (ARG)         | Kieran Reilly · Nagy-Britannia (GBR)    | Anthony Jeanjean · Franciaország (FRA) |
| Női                                                | Saya Sakakibara · Ausztrália (AUS)    | Manon Veenstra · Hollandia (NED)        | Zoé Claessens · Svájc (SUI)            |
| Női szabadgyakorlat                                | Teng Ja-ven (Deng Yawen) · Kína (CHN) | Perris Benegas · Egyesült Államok (USA) | Natalya Diehm · Ausztrália (AUS)       |